# Hans Frank

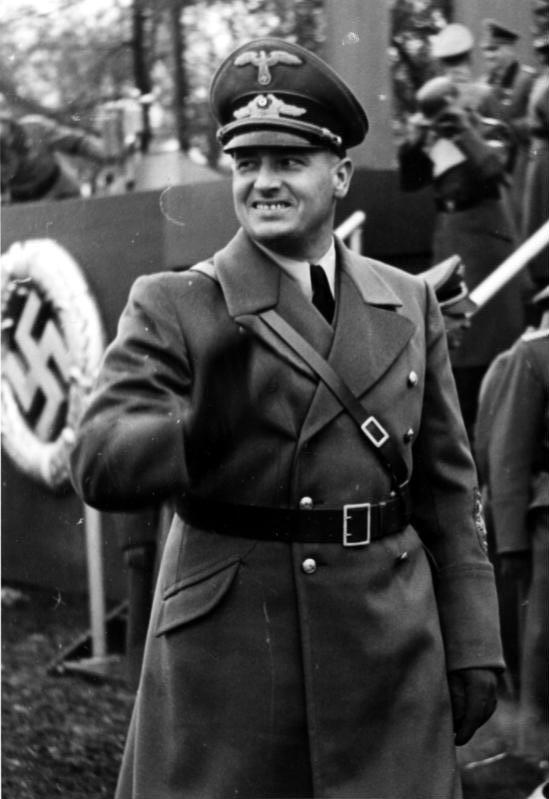
Frank triumfálně přebírá moc v Krakově

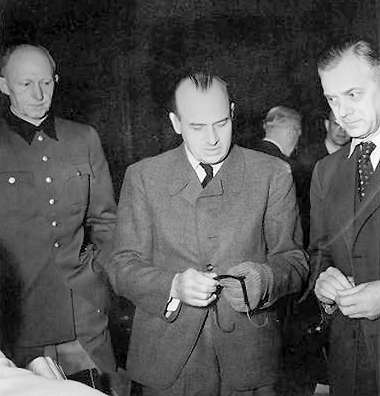
Generál Alfred Jodl, Hans Frank (uprostřed) a Alfred Rosenberg během Norimberských procesů v roce 1946

Hans Michael Frank (23. května 1900 Karlsruhe – 16. října 1946 Norimberk) byl německý politik, válečný zločinec a právník, od roku 1939 hlava Generálního gouvernementu (okupovaného Polska).
Politickou kariéru zahájil v Německé dělnické straně (DAP), předchůdkyni Národně socialistické německé dělnické strany (NSDAP). Zúčastnil se neúspěšného pivního puče a později se stal právním poradcem Adolfa Hitlera a právníkem NSDAP. V červnu 1933 byl jmenován říšským vedoucím (Reichsleiter) strany. Od roku 1934 působil jako ministr bez portfeje ve vládě Adolfa Hitlera.
Po německé invazi do Polska v roce 1939 byl jmenován generálním guvernérem okupovaných polských území. Během svého působení v této funkci se podílel na holokaustu milionů Poláků a Židů. Mimo jiné podporoval nucené práce a dohlížel na čtyři vyhlazovací tábory. V čele Generálního gouvernementu setrval až do jeho rozpadu v roce 1945. 
Po válce byl v Norimberském procesu shledán vinným z válečných zločinů a zločinů proti lidskosti. Byl odsouzen k trestu smrti a v říjnu 1946 popraven oběšením.

## Předválečná kariéra
Narodil se v Karlsruhe právníkovi Karlu Frankovi a jeho ženě Magdaleně Buchmaierové. Měl staršího bratra Karla a mladší sestru Elisabeth. Sloužil v německé armádě za 1. světové války. Po skončení války se přidal k jednotkám Freikorps. V roce 1919 vstoupil jako jeden z prvních do Německé dělnické strany (DAP). Promoval v roce 1926 a od té doby se stal osobním Hitlerovým právním poradcem. V tomto postavení se pohyboval v těsné blízkosti Hitlera a mohl tak nahlédnout do jeho osobního života. Ve svých pamětech napsaných krátce před popravou napsal, že v roce 1930 vypátral Hitlerovu rodinu poté, co obdržel vyděračský dopis od Hitlerova synovce Williama Patrika Hitlera, který v něm údajně vyhrožoval, že zveřejní pravdu o Hitlerových předcích. Tvrdil, že má nikdy nezveřejněné důkazy o tom, že jeho otec byl nelegitimní syn Žida Leopolda Frankenbergera. Žádné důkazy to však nemohou potvrdit.
Frank byl v roce 1930 zvolen do Reichstagu a v roce 1933 se stal ministrem spravedlnosti bavorské zemské vlády. Zároveň byl předsedou nacionálněsocialistické juristické asociace a prezidentem Akademie německého práva od roku 1933. Od roku 1934 byl říšským ministrem bez portfeje.

## Osobní život
Dne 2. dubna 1925 se v Mnichově Frank oženil s devětadvacetiletou sekretářkou Brigitte Herbstovou (1895–1959) z Forstu v Lužici. Měli spolu pět dětí:
- Sigrid Frank (* 13. 3. 1927)
- Norman Frank (* 3. 6. 1928)
- Brigitte Frank (* 13. 1. 1935)
- Michael Frank (* 15. 3. 1937)
- Niklas Frank (* 9. 3. 1939)

Brigitte měla v manželství dominantní postavení. Během manželství měla několik milenců. Ale ani Hans Frank dle dostupných údajů nevedl počestný manželský život. Důkazem jsou výpovědi služebných v jejich domě, sekretářek a polských obyvatelek, které výměnou za povolení k vycestování musely H. Frankovi poskytnout své tělo. Od roku 1939 si Brigitte Franková říkala Königin von Polen (královna Polska). Manželství nebylo šťastné a tak v roce 1942 oznámil Frank svůj úmysl nechat se rozvést, Brigitte však dělala všechno proto, aby mohla zůstat „první dámou Polska“. Jedna z jejích proslulých vět byla: „Raději ovdovím, než bych se měla rozvést s říšským ministrem.“ Frank jí odpověděl: „V tom případě jsi můj smrtelný nepřítel“.
V roce 1987 napsal Niklas Frank knihu o svém otci Der Vater: Eine Abrechnung. Kniha vyšla v roce 1991 v Anglii pod názvem In the Shadow of the Reich a v roce 2010 vyšla česky pod titulem Můj otec: účtování. Původně kniha vycházela v časopise Stern na pokračování a vzbudila kontroverzní přijetí v Německu, protože Frank mladší v ní vyjadřuje nenávistné opovržení k otci.

### Šachy
Hans Frank se intenzívně zajímal o šachy, vlastnil rozsáhlou šachovou knihovnu a byl aktivním hráčem. Známa je jeho jediná partie ze simultánky naslepo s německým velmistrem Sämischem sehraná v březnu 1936. V době panování v Generálním gouvernementu byl v letech 1940–1944 patronem několika turnajů, v roce 1940 zorganizoval v Krakově šachový kongres, o půl roku později oznámil založení šachové školy pod vedením Jefima Bogoljubova a mistra světa A. A. Aljechina, Bogoljubova přijal ve svém sídle v krakovském Wawelu. V říjnu 1942 navštívil šachový turnaj pořádaný v Literární kavárně v Krakově.

## Válečná kariéra
V roce 1939 byl Frank jmenován šéfem administrativy u Gerda von Rundstedta v Generálním gouvernementu. Dne 26. října 1939 byl jmenován generálním guvernérem okupovaného Polska (Generalgouverneur für die besetzten polnischen Gebiete) a byl povýšen do hodnosti SS-Obergruppenführera. Frank dohlížel na segregaci Židů do ghett a využíval polské obyvatele na nucené práce. V roce 1942 začal ztrácet své mocenské pozice mimo Polsko, také v důsledku soupeření s Friedrichem W. Krügerem, který byl hlavou SS a gestapa v okupovaném Polsku. Byl to však nakonec Krüger, který byl odvolán ze svého místa a byl nahrazen Wilhelmem Koppem. Ve své výpovědi při norimberském procesu popíral svou účast na holokaustu – stejně jako všichni vrcholní představitelé Třetí říše. Tvrdil, že vyhlazení Židů v okupovaném Polsku řídil přímo Heinrich Himmler. Údajně zaslal Hitlerovi svou rezignaci 14krát, ale Hitler ho odmítal uvolnit z funkce. Frank opustil okupované Polsko v lednu 1945 před postupující Rudou armádou.

## Zatčení a proces
Frank byl zatčen americkými jednotkami 4. května 1945 v Neuhaus am Schliersee nedaleko Tegernsee. Krátce po svém zatčení se pokusil o sebevraždu, při které si chtěl podříznout hrdlo. O dva dny později se pokusil o druhou sebevraždu, při které si pořezal paži. Po zatčení byl obviněn z válečných zločinů a souzen norimberským tribunálem. Pod hrozbou trestu smrti se navrátil ke katolické víře. Frank dobrovolně odevzdal více než 40 svazků svých osobních deníků. Záznamy z nich pak byly použity jako důkazy o jeho vině. Během procesu u něj došlo k jakémusi obrácení a před soudem prohlásil: „Vina Německa nebude smazána ani za tisíc let.“
Byl shledán vinným z válečných zločinů a zločinů proti lidskosti a 16. října 1946 popraven oběšením. Při čekání na rozsudek napsal své paměti.

## Citáty
| „ | In Prag waren zum Beispiel große rote Plakate angeschlagen, auf denen zu lesen war, dass heute sieben Tschechen erschossen worden sind. Da sagte ich mir: wenn ich für je sieben erschossene Polen ein Plakat aushängen lassen wollte, dann würden die Wälder Polens nicht ausreichen, das Papier herzustellen für solche Plakate. | “ |

Z rozhovoru otištěném patrně v lednu 1940 ve Völkischer Beobachter. Frank naráží na popravu sedmi českých studentů zatčených po pohřbu Jana Opletala a zastřelených 17. listopadu 1939.

## Vyznamenání a ocenění
- Zlatý stranický odznak (1933)
- Řád krve[5] (1934)
- Řád sv. Mauricia a sv. Lazara, velkokříž (1936)
- Gdaňský kříž, I. třída (1940)
- Válečný záslužný kříž, I. a II. třídy bez mečů (1940)
- |  |  Služební vyznamenání NSDAP,[6] zlaté, stříbrné a bronzové